# Strymon melinus
Strymon melinus ist ein Schmetterling aus der Familie der Bläulinge (Lycaenidae) der Unterfamilie der Zipfelfalter (Theclinae).

## Merkmale

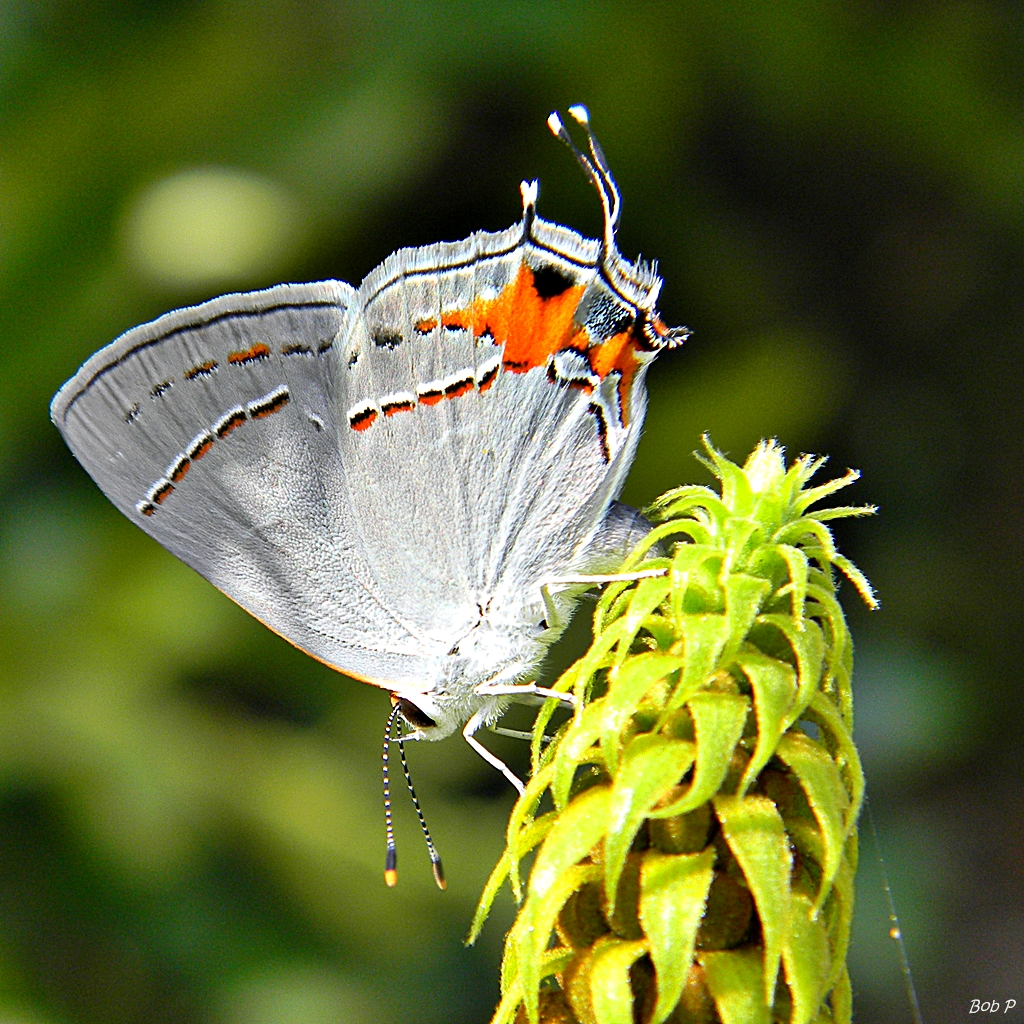
Flügelunterseite mit der orange-schwarz-weißen Querlinie und den orange-schwarzen Augenfleck vor den Schwanzanhängen

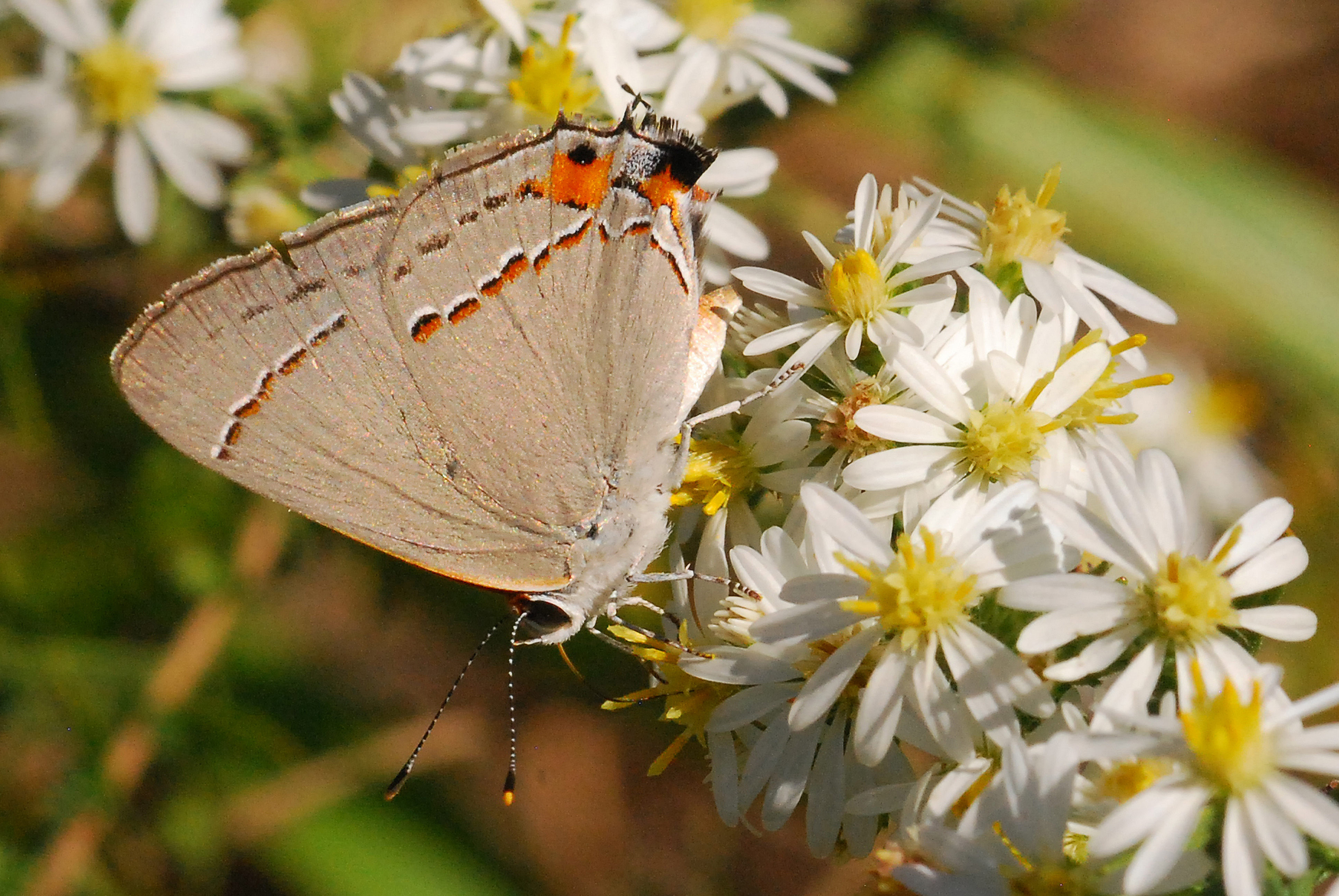
Rötlichbraune Farbvariation der Flügelunterseite

### Falter
Die Flügelspannweite der Falter beträgt zwischen 20 und 30 nach anderen Angaben zwischen 26 und 36,5 Millimetern. Die Männchen sind oberseits dunkelgrau mit einem bräunlich-grünlichen Schimmer. In der Nähe des Schwanzanhangs des Hinterflügels befindet sich ein Augenfleck in den Farben Orange und Schwarz, welcher auch auf der Unterseite der Flügel zu sehen ist. Dieser ist bei Strymon melinus größer als bei den meisten anderen Strymon Arten. Die Weibchen sind eher bräunlich gefärbt. Unterseits ist der Falter silbergrau bis rötlichbraun. Unterarten sind oft blasser. Hier verläuft eine orange-schwarz-weiße Linie quer über beide Flügel. Die Färbung des Körpers ist oben dunkel und wird zum Hinterleib immer heller, was ebenso der Färbung der Flügel entspricht.

### Ei
Die Eier sind weiß und haben die Form einer Kuppel.

### Raupe
Der Körper der Raupe ist in der Regel grün. Es existieren aber auch Farbvariationen von hellgrün, gelbgrün und violett oder je nach Futterpflanze, passend zur Farbe der Blüten oder Blätter. Bei allen Farbvariationen sind die weißen seitlichen, schräg verlaufenden diagonalen Balken auf jedem Segment gleich. Ihr Körper ähnelt ein wenige einer Laus und hat borstige Lappen unterhalb der einzelnen Körpersegmente. In Texas scheinen die Raupen mit kurzen Haaren bedeckt zu sein.

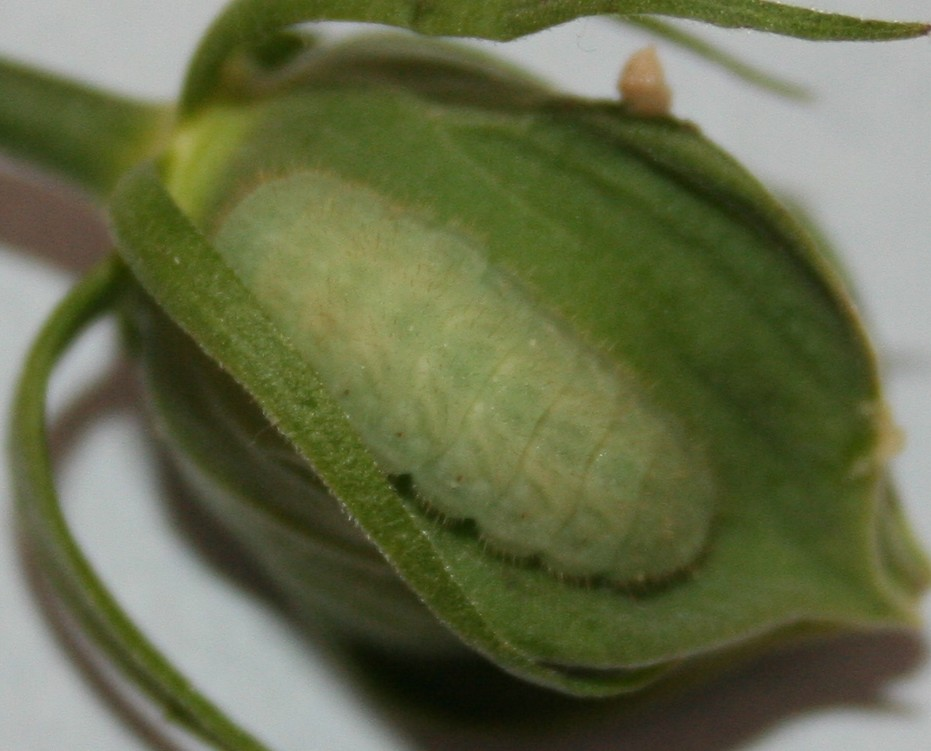
Raupe

### Puppe
Die Puppen sind bräunlich gefärbt.

## Verhalten und Lebensweise
Die Falter bevorzugen offene, sonnige Standorte. Hier sitzen sie auf den Blättern der Büsche und nehmen Nektar von Wandelröschen (Lantana), Greiskräutern (Senecio), Rubus-Gewächsen, Wasserdosten (Eupatorium) und Eriogonum-Gewächsen sowie Wolfsmilch (Euphorbia), Minzen (Mentha), Winterkresse (Barbarea vulgaris), Goldruten (Solidago) und Klee (Trifolium)., und den Blüten zahlreicher anderer Sträucher und krautiger Pflanzen, auf. Hierbei bestäuben sie eine Vielzahl von Pflanzen und haben eine Vielzahl von Fressfeinden.
Sie sind schnell Flieger und am häufigsten in den Monaten zwischen Mai und September anzutreffen. Sie lieben es, sich mit weit aufgespreizten Flügeln, zu sonnen. Die typische aneinander reibende Bewegung der Flügel ist wie bei anderen Bläulingen auch bei diesem Falter bekannt. Man nimmt an, dass sie damit Angreifer täuschen möchten.
Die Raupe frisst an bis zu 20 verschiedenen Pflanzen darunter Baumwolle (Gossypium), Mais (Zea mays), Hopfen (Humulus), Malven (Malva), Knöterichgewächsen (Polygonaceae), Korbblütlern (Asteraceae) und Akazien (Acacia) sowie an Hülsenfrüchten (Fabaceae), Bohnen (Phaseolus) und Klee (Trifolium). Im Osten Kanadas wurden Nahrungspflanzen wie Farnmyrte (Comptonia peregrina) und Gagelstrauchgewächse (Myricaceae) nachgewiesen. Hierbei ernährt sie sich von den Blütenknospen, den Blüten und den Samen der Pflanzen.
Die Eier werden an die Blumen oder die Stiele der Futterpflanzen abgelegt. Oft in neu geöffnete Blüten.
Die Puppe überwintert im Boden. Wo Ameisen sie mit Erde bedecken. Hier findet auch die Verpuppung statt.

### Entwicklung
Nach etwa sechs Tagen schlüpfen die Raupen. Sie fressen ca. 20 Tage, bis sie sich verpuppen. Nach etwa 10 weiteren Tagen schlüpfen die erwachsenen Falter. Die Entwicklungszeit variiert je nach Geographie und Klima. Es werden drei, manchmal auch mehr Generationen pro Jahr ausgebildet. Zwei Generationen im Norden von Mai bis September, drei bis vier Generationen im Süden von Februar bis November. In Kanada gibt es zwei sich überlappende Generationen von April bis Ende September.

### Paarung
Die Paarung sowie die Eiablage beginnen im Frühjahr. Erwachsene Männchen sitzen auf kleinen Bäumen und erhöhten Sträuchern vom frühen Nachmittag bis abends und warten auf vorbeiziehende Weibchen. Im Frühjahr sitzen sie tiefer im Geäst als im weiteren Jahresverlauf. Die Paarung erfolgt in der Regel in der Nacht, die Eiablage am Nachmittag.

## Verbreitung und Lebensraum
Strymon melinus kommt von Kanada über Mittel- bis Südamerika über Mexiko südwärts nach Venezuela bis Kolumbien vor. Er ist selten in Nova Scotia und New Brunswick und noch seltener in Québec anzutreffen. Der nördlichste Verbreitungsrekord war in Neuville nahe Québec (Stadt). Er bewohnt offenes Land, Felder, Wiesen, Gärten, Weg- und Waldränder mit vielen Blüten in Höhen von bis zu 600 Meter. Andere Quellen berichten von Höhen bis zu 2700 Metern.

## Unterarten
Im ITIS-Report werden neben der Nominatform folgende Unterarten unterschieden:
- Strymon melinus atrofasciata McDunnough, 1921 – Vancouver Island und dem umliegenden Festland[4]
- Strymon melinus franki W. D. Field, 1938 – USA und Kanadas Prärien[4]
- Strymon melinus humuli (T. Harris, 1842) – USA[2]
- Strymon melinus melinus Hübner, 1818 – Ostkanada[4]
- Strymon melinus pudica (Hy. Edwards, 1877) – Oregon, Kalifornien bis nach Nicaragua[2]
- Strymon melinus setonia McDunnough, 1927 – im trockenen Inneren von British Columbia[4]

Der Status der Unterart Strymon melinus clarionensis ist noch umstritten da bei ihr die orange-schwarz-weiße Linie auf der Unterseite der Flügel nicht wie bei allen anderen Unterarten in einzelne Segmente unterteilt ist, sondern von einem roten Band umrahmt wird. Weitere Untersuchungen stehen noch aus aber möglicherweise wird ihr bald Artstatus eingeräumt. Ebenso betrifft dies die Unterart Strymon melinus caldasensis die nur aus Kolumbien bekannt ist.

## Status
Der Schmetterling ist weit verbreitet und sehr häufig. Seine Raupen gelten als Schädling an Nutzpflanzen. Wenn sie in großer Zahl auftreten verursachen sie erhebliche Schäden an Baumwolle, Bohnen, Mais und Hopfen. Was ihnen die Namen „Cotton Square Borer“ und „Bean Lycaenid“ eingebracht hat. Die Art gilt als nicht gefährdet oder bedroht. Obwohl dieser Falter so weit verbreitet ist, tritt er in Kanada immer seltener oder nur noch sporadisch auf. An manchen Standorten verschwindet er jahrelang, taucht dann aber wieder auf. Er kann ziemlich häufig im südlichen Ontario und im Westen Kanadas auftreten.